# Црногруда сеница
Црногруда сеница (Periparus rufonuchalis) је врста птице певачице из породице сеница. Насељава делове средње Азије од Киргистана до Непала. У неким старијим делима је са риђобоком сеницом (P. rubidiventris) представљана као једна врста, и смештана у род Parus.
Аутохтона је врста западних Хималаја, широко је распрострањена и јавља се у Индији, Кини, Пакистану, Киргистану, Авганистану и области Туркестан. На Црвеној листи Међународне уније за заштиту природе (IUCN) има статус врсте која није угрожена.